# Вульгаризм
Вульгаризм (лат. vulgaris — брутальний, простий) — у стилістиці художнього мовлення — не прийняте національною літературною мовою, неправильне, побутове або іншомовне слово чи вираз. Часто вживається письменниками задля надання творові особливого побутового колориту чи характеристики низького культурного рівня зображених у ньому персонажів («Енеїда» І.Котляревського, «Кайдашева сім'я» І. Нечуя-Левицького, «Між двох сил» В. Винниченка, новели В. Стефаника, Марка Черемшини, усмішки Остапа Вишні тощо), подеколи притаманний певній літературній течії, як, приміром, «котляревщина» чи авангардизм. Вульгаризм спостерігається найчастіше в сатиричних та гумористичних жанрах, однак він трапляється і в ліричних творах:
[...] аж землячок. 
Спасибі, признався 
З циновими ґудзиками:
«Де тьі здесь узялся?» 
«З України». — «Та як же ти 
Й говорить не вмієш По-здешнему?» — «Ба ні, — кажу, — 
Говорить умію. 

Та не хочу»      (Т. Г. Шевченко)
Вживання вульгаризмів є характерною ознакою багатьох творів сучасної постмодерністської прози. В українській літературі серед таких творів можна назвати романи «Рекреації», «Московіада» Юрія Андруховича, «Польові дослідження з українського сексу» Оксани Забужко, «Культ», «Архе» Любка Дереша, поезію і прозу Сергія Жадана тощо.